# Berkovići
Berkovići är en kommun i Bosnien och Hercegovina.   Den ligger i entiteten Republika Srpska, i den södra delen av landet, 80 km söder om huvudstaden Sarajevo.